# Saša Starović
Pour les articles homonymes, voir Starović.
Saša Starović (en serbe : Саша Старовић, né le 19 octobre 1988 à Gacko), est un joueur serbe d'origine bosniaque de volley-ball. Il mesure 2,07 m et joue attaquant. Il totalise 155 sélections en équipe de Serbie. Sa sœur Sanja Starović est également joueuse de volley-ball.

## Clubs
| Club                  | De        | À         |
| --------------------- | --------- | --------- |
| OK Buducnost          | 2005-2006 | 2008-2009 |
| Oural Oufa            | 2009-2010 | 2009-2010 |
| Top Volley Latina     | 2010-2011 | 2010-2011 |
| Umbria Volley         | sep 2011  | déc 2011  |
| AS Volley Lube        | jan 2012  | 2012-2013 |
| Top Volley Latina     | 2013-2014 | 2014-2015 |
| Blu Volley Vérone     | 2015-2016 | 2015-2016 |
| Power Volley Milano   | 2016-2017 | 2016-2017 |
| PAOK Salonique        | 2016-2017 | 2016-2017 |
| Top Volley Latina     | 2017-2018 | 2017-2018 |
| Yaroslavich Yaroslavl | 2018-2019 | 2018-2019 |
| Panathinaikos Athènes | 2019-2020 | 2019-2020 |
| Tourcoing LM          | sep 2020  | déc 2020  |

## Palmarès

### Sélection nationale
- Championnat du monde
  -  : 2010.
- Ligue mondiale
  -  : 2008, 2009, 2015.
  -  : 2010.
- Mémorial Hubert Wagner
  -  : 2016.
  -  : 2009.
- Championnat d'Europe (1)
  -  : 2011.
  -  : 2007, 2013.

### Clubs
- Challenge Cup (1)
  - Vainqueur : 2016.
  - Finaliste : 2014.
- Championnat de Serbie-et-Monténégro (1)
  - Vainqueur : 2006.
- Championnat du Monténégro (2)
  - Vainqueur : 2007, 2008.
  - Finaliste : 2009.
- Championnat d'Italie
  - Finaliste : 2013.
- Championnat de Grèce (2)
  - Vainqueur : 2017, 2020.
- Coupe du Monténégro (3)
  - Vainqueur : 2007, 2008, 2009.
- Coupe d'Italie
  - Finaliste : 2013.
- Coupe de la ligue (Grèce) (1)
  - Vainqueur : 2020.
  - Finaliste : 2017.
- Supercoupe d'Italie (1)
  - Vainqueur : 2012.
- Supercoupe de Grèce (1)
  - Vainqueur : 2016.

### Distinctions individuelles
- 2009 : Mémorial Hubert Wagner — Meilleur serveur
- 2011 : Championnat d'Italie — Meilleur marqueur
- 2011 : Championnat d'Italie — Meilleur attaquant
- 2016 : Challenge Cup — Meilleur serveur